# The Big Broadcast of 1936
The Big Broadcast of 1936 (br: Ondas Sonoras de 1936) é um filme estadunidense de 1935, do gênero comédia musical, dirigido por Norman Taurog. Este é o segundo e mais caro dos quatro exemplares da série The Big Broadcast, e o único a dar prejuízo. O filme foi indicado para o Oscar de Melhor Coreografia.[carece de fontes?]

## Sinopse
Spud é o dono de uma emissora de rádio e também o único anunciante. Ele e seu colega Smiley dão vida a Lochinvar, O Grande Amante, o cantor que é o ídolo de milhões de mulheres. George e Gracie são dois desconhecidos que lhes levam sua última invenção: o The Radio Eye, um aparelho capaz de captar imagens de qualquer lugar do mundo, a qualquer hora. É por ali que eles capturam diversas atrações musicais, como Bing Crosby, Ethel Merman e The Vienna Boys' Choir. O casal pede 5000 dólares pela maravilha, mas a emissora está à beira da falência e Spud quer participar de uma competição internacional que dará um prêmio de 250 000 dólares.
Um dia recebem a visita da Condessa Ysobel de Naigila, que deseja conhecer o grande Lochinvar. Quando ela descobre que seu ídolo é somente a voz de Spud e Smiley, ela rapta os dois e leva-os para sua ilha no Caribe, pois decidiu casar-se com um deles. Spud e Smiley, depois de sofrerem um atentado perpetrado por Gordoni, o capataz da condessa, são salvos por George e Gracie, a tempo de vencer a competição. A essa altura, tanto Spud e Ysobel como também Smiley e Sue, a secretária da condessa, já se acertaram.[carece de fontes?]

## Elenco
| Ator/Atriz      | Personagem                 |
| --------------- | -------------------------- |
| Jackie Oakie    | Spud                       |
| Bing Crosby     | Ele mesmo                  |
| George Burns    | George                     |
| Gracie Allen    | Gracie                     |
| Lyda Roberti    | Condessa Ysobel            |
| Henry Wadsworth | Smiley                     |
| Wendy Barrie    | Sue                        |
| C. Henry Gordon | Gordoni                    |
| Akim Tamiroff   | Boris                      |
| Benny Baker     | Herman                     |
| Mary Boland     | Sra. Sealingsworth         |
| Charles Ruggles | Wilbur Sealingsworth       |
| Bill Robinson   | Dançarino                  |
| Jack Mulhall    | Radialista (não-creditado) |

## Principais prêmios e indicações
| Prêmio | Categoria(s) Indicada(s) | Categoria(s) Premiada(s) |
| ------ | ------------------------ | ------------------------ |
| Oscar  | Melhor Coreografia       | ---                      |